# Pomahan (Sulang)
Pomahan is een bestuurslaag in het regentschap Rembang van de provincie Midden-Java, Indonesië. Pomahan telt 1653 inwoners (volkstelling 2010).